# Криничко Леонід Іванович
Леоні́д Іва́нович Крини́чко (29 травня 1975-26 січня 2015) — солдат Збройних Сил України, учасник російсько-української війни.

## Життєпис
Народився 29 травня 1975 року в селі Коритища Новоград-Волинського району Житомирської області. З кінця 1980-х років разом з родиною мешкав у селі Львове Бериславського району Херсонської області. Закінчив середню школу с. Львове, потім — морехідне училище.
З 28 травня 1993 по 1995 рік проходив строкову військову службу у прикордонних військах України (нині — Державна прикордонна служба України). За час служби здобув спеціальність — майстер електротехнічних засобів огороджень і сигналізацій. Після демобілізації працював у сільському господарстві, їздив на заробітки за кордон.
31 липня 2014 року добровольцем мобілізований до лав Збройних сил України. Служив гранатометником 28-ї окремої гвардійської механізованої бригади.
Загинув 26 січня 2015 році в період з 16:15 по 16:30 під час бойового зіткнення на ВОП у районі м. Красногорівка, Донецька область. Разом з Леонідом загинув старший солдат Олександр Гаіцький.
29 січня 2015 року похований на кладовищі c. Львове.
Вдома лишились мама й дві сестри.

## Нагороди
- Указом Президента України № 311/2015 від 4 червня 2015 року, «за особисту мужність і високий професіоналізм, виявлені у захисті державного суверенітету та територіальної цілісності України, вірність військовій присязі», нагороджений орденом «За мужність» III ступеня (посмертно)[1].
- 29 травня 2015 року в селі Львове в будівлі загальноосвітньої школи (вулиця Нова, 53), де навчався Леонід, йому відкрито меморіальну дошку.
- Вшановується в меморіальному комплексі «Зала пам'яті», в щоденному ранковому церемоніалі 26 січня[2][3].